# Megachile biloba
Megachile biloba là một loài Hymenoptera trong họ Megachilidae. Loài này được Vachal mô tả khoa học năm 1910.